# Marino Dónega
Marino Dónega Rozas (Huelva, 3 de marzo de 1916 - La Coruña, 1 de abril de 2001) fue un escritor y político español.

## Trayectoria
Criado en Lugo, se licenció en Derecho y fue presidente de las Federación de Mocedades Galeguistas de La Coruña (1936). Tras el Golpe de Estado del 18 de julio de 1936 se incorporó al Ejército y luchó durante la Guerra Civil. Fue uno de los fundadores de la Editorial Galaxia en 1950 y su presidente entre 1950 y 1996. También fue consejero de cultura de la Junta de Galicia preautonómica (1978). Fue miembro de la Real Academia Gallega, siendo su secretario durante casi veinte años, del patronato del Instituto da Lingua Galega, de la Fundación Penzol, de la Fundación Otero Pedrayo y miembro de honor de la Academia Gallega de Jurisprudencia y Legislación. 
Se presentó como independiente en las listas de la Unión de Centro Democrático en las Elecciones al Parlamento de Galicia de 1981.

## Obra

### Ensayo
- A memoria e os amigos, Fundación Otero Pedrayo, 1994.
- De min para vós. Unha lembranza epistolar, 2003, Galaxia.

### Ediciones
- Castelao. Escolma posible, 1964, Galaxia.
- Poesías: escolma, de Ramón Cabanillas, 1976, Galaxia.
- Luís Seoane: vida e obra literaria, 1994, Real Academia Galega.

### Obras colectivas
- Importancia do público na revelación teatral, discurso de recepción pública de Jenaro Marinhas del Valle na RAG: resposta de Marino Dónega Rozas, 1979, Ediciós do Castro.

## Premios
- Premio Trasalba en 1994.